# Carausius detractus
Carausius detractus är en insektsart som beskrevs av Brunner von Wattenwyl 1907. Carausius detractus ingår i släktet Carausius och familjen Phasmatidae. Inga underarter finns listade.